# Spanje op het Eurovisiesongfestival 2004
Spanje nam deel aan het Eurovisiesongfestival 2004 in Istanboek (Turkije). Het was de 42ste deelname van het land aan het festival.

## Selectieprocedure
| Volgorde | Lied                         | Artiest | Punten | Plaats |
| -------- | ---------------------------- | ------- | ------ | ------ |
| 1        | "Cómo quieres que te quiera" | Davinia | 15.4%  | 4de    |
| 2        | "Muéveme"                    | Miguel  | 16.5%  | 3de    |
| 3        | "Para llenarme de ti"        | Ramón   | 38.8%  | 1ste   |
| 4        | "Se me va la vida"           | Vicente | 29.3%  | 2de    |

## In Istanboel
In Letland moest Spanje optreden als eerste in de finale, net voor Oostenrijk. Op het einde van de puntentelling hadden ze 87 punten verzameld, goed voor een tiende plaats. 
Men ontving 2 keer het maximum van de punten.
Nederland en België hadden respectievelijk 4 en 7 punten over voor deze inzending.

### Gekregen punten

#### Finale
| 12 punten            | 10 punten   | 8 punten                       | 7 punten                            | 6 punten                            |
| -------------------- | ----------- | ------------------------------ | ----------------------------------- | ----------------------------------- |
| - Andorra - Portugal |             | - Frankrijk - Israël           | - België - Cyprus                   | - Zwitserland                       |
| 5 punten             | 4 punten    | 3 punten                       | 2 punten                            | 1 punt                              |
| - Roemenië           | - Nederland | - Griekenland - Malta - Monaco | - Duitsland - Turkije - Wit-Rusland | - IJsland - Noord-Macedonië - Polen |

### Punten gegeven door Spanje

#### Halve Finale
Punten gegeven in de halve finale:
| 12 punten | Andorra              |
| 10 punten | Oekraïne             |
| 8 punten  | Servië en Montenegro |
| 7 punten  | Griekenland          |
| 6 punten  | Portugal             |
| 5 punten  | Nederland            |
| 4 punten  | Israël               |
| 3 punten  | Finland              |
| 2 punten  | Albanië              |
| 1 punt    | Cyprus               |

#### Finale
Punten gegeven in de finale:
| 12 punten | Duitsland            |
| 10 punten | Roemenië             |
| 8 punten  | Oekraïne             |
| 7 punten  | Griekenland          |
| 6 punten  | Servië en Montenegro |
| 5 punten  | Zweden               |
| 4 punten  | Frankrijk            |
| 3 punten  | Cyprus               |
| 2 punten  | Turkije              |
| 1 punt    | Polen                |

1961 · 1962 · 1963 · 1964 · 1965 · 1966 · 1967 · 1968 · 1969 · 1970 · 1971 · 1972 · 1973 · 1974 · 1975 · 1976 · 1977 · 1978 · 1979 · 1980 · 1981 · 1982 · 1983 · 1984 · 1985 · 1986 · 1987 · 1988 · 1989 · 1990 · 1991 · 1992 · 1993 · 1994 · 1995 · 1996 · 1997 · 1998 · 1999 · 2000 · 2001 · 2002 · 2003 · 2004 · 2005 · 2006 · 2007 · 2008 · 2009 · 2010 · 2011 · 2012 · 2013 · 2014 · 2015 · 2016 · 2017 · 2018 · 2019 · 2020 · 2021 · 2022 · 2023 · 2024 · 2025